# 潘扎里尼山
82°10′S 41°30′W / 82.167°S 41.500°W
潘扎里尼山（英語：Panzarini Hills）是南極洲的山峰，位於伊利沙伯女皇地，屬於彭薩科拉山脈中阿根廷山脈的一部分，處於聖馬丁冰川以北，根據美國地質調查局的測量和美國海軍的空中照片被繪入地圖。